# Steve von Bergen
Steve von Bergen (* 10. června 1983 Neuchâtel) je bývalý švýcarský profesionální fotbalista, který hrával na pozici středního obránce. Svoji hráčskou kariéru ukončil v roce 2019 ve švýcarském BSC Young Boys. Mezi lety 2006 a 2016 odehrál také 50 utkání v dresu švýcarské reprezentace.

## Reprezentační kariéra
Steve von Bergen reprezentoval Švýcarsko v mládežnické kategorii U21.
Svůj debut za A-mužstvo Švýcarska absolvoval 6. 9. 2006 na turnaji v Lancy proti reprezentaci Kostariky (výhra 2:0).
 Zúčastnil se MS 2010 v Jihoafrické republice.
Německý trenér Švýcarska Ottmar Hitzfeld jej vzal na Mistrovství světa 2014 v Brazílii.